# 미소를 띄우며 나를 보낸 그 모습처럼
《미소를 띄우며 나를 보낸 그 모습처럼》은 1986년 발매된 이은하의 장덕 작품집 음반이다.

## 곡 목록
다음 곡 목록은 LP 기준이며 대부분 수록곡 장덕에 의해 작사 · 작곡 되었다. 단, A면 1 · 2 · 4 트랙은 예외이다.
Side one
1. "미소를 띄우며 나를 보낸 그 모습처럼" (이은하 작사 / 장덕 작곡) - 03:00
2. "미소를 띄우며 나를 보낸 그 모습처럼 (경음악)" (장덕 작곡) - 04:00
3. "소녀와 가로등" (장덕 작사 / 장덕 작곡) - 03:34
4. "우리의 한강" (이은하 작사 / 장덕 작곡) - 03:22
5. "지하철을 타고" (장덕 작사 / 장덕 작곡) - 03:27

Side two
1. "여자의 샘" (장덕 작사 / 장덕 작곡) - 03:44
2. "여자의 샘 (경음악)" (장덕 작곡) - 04:02
3. "당신은 나" (장덕 작사 / 장덕 작곡) - 03:16
4. "애인" (장덕 작사 / 장덕 작곡) - 03:24
5. "누군가를 사랑할 때" (장덕 작사 / 장덕 작곡) - 03:24